# (1599) Giomus
(1599) Giomus est un astéroïde de la ceinture principale.

## Description
(1599) Giomus est un astéroïde de la ceinture principale. Il fut découvert le 17 novembre 1950 à Alger par Louis Boyer. Il présente une orbite caractérisée par un demi-grand axe de 3,13 UA, une excentricité de 0,14 et une inclinaison de 6,1° par rapport à l'écliptique.

## Nom
L'objet est nommé d'après le nom antique de Gien sur Loire.

## Compléments